# Dědečkové
Dědečkové jsou kniha českého autora komiksů, Pavla Čecha. Dílo vyšlo v roce 2011 a beze slov vypráví příběhy dědečků. Získalo ocenění Muriel za nejlepší kresbu v roce 2011. Komiksové příběhy Hvězda a Přání byly již před knižním vydáním publikovány v magazínu Aargh! Kniha je rozdělena do devíti kapitol. Je tvořena propracovanými kresbami, které se někdy mísí s fotografiemi. Příběhy obsahují hořké podtexty stárnutí, melancholii a něhu.

## Děj
Kniha vypráví devět různých příběhů dědečků pouze prostřednictvím ilustrací. V příbězích se střetává chlapecká fantazie s reálným světem. Příběhy se odehrávají v reálném prostředí nejčastěji mezi zdmi města, které připomíná foglarovskou atmosféru. Některé příběhy jsem zaneseny do prérií indiánského národa Šajenů, zarostlých zahradách a místech, kde končí tramvajové linky. Kráse je zobrazena v něžných každodennostech. 
- Hvězdář – příběh dědečka, který maloval na nebe hvězdnou oblohu
- Hruška – příběh dědečka, který se postavila za malého chlapce
- Knoflík – příběh dědečka, který si přišil knoflík na svou nejspíše poslední cestu v době Norimberských zákonů během 2. světové války
- Biograf – příběh dědečka, který rád chodil do kina
- Moře – příběh dědečka, který hodně četl
- Naposled Psím bojovníkem – příběh indiánského dědečka
- Hvězda – příběh dědečka, který hledal spadlou hvězdu
- Ještě něco – příběh dědečka, který se setkává se smrtí, ale před ní chce vypustit ptáčka z klece, který by jinak zahynul
- Přání – příběh dědečka, který měl své velké tajné přání

## Přijetí
Kniha se snaží nastínit čtenářům  život dědečků, kteří jsou stále v hloubi duše malými chlapci. Podle vyjádření nakladatelství byla kniha „napsána na počest všech dědečků bývalých, současných i budoucích a v tomto ohledu je v rámci české literatury i českého komiksu unikátní.“
Knihu pro časopis A2 recenzoval Tomáš Stejskal. Ten vyzdvihl preciznost ilustrací, které čtenáře plně přenese do nálad příběhů. Upozorňuje také na nejednoznačnost cílové věkové skupiny, jelikož pointy některých povídek jsou totiž poměrně složité na pochopení pro malé děti. Za takový příběh můžeme považovat například Knoflík. Naopak formát komiksu beze slov je lákavý i pro nečtenáře. Web Topzine.cz v recenzi ocenil dynamičnost, která vzbuzuje napětí a udržuje čtenářskou pozornost, i když se zachycované příběhy nesou ve znamení klidu a pohody. Dospělí podle této recenze ocení vybudování atmosféry, narážky na historické reálie a „únik do zapomenutých světů“, zatímco děti mohou nalézt potěšení v hravosti ilustrací bez jakéhokoliv textu.
Na portále Databázeknih.cz je toto dílo často recenzováno jako dojemné, němé, kouzelné a plné hlubokého smyslu a citu. Web ČBDB nabízí komentář: „Kniha se mi neskutečně líbila. Její ilustrace mi braly dech, byly naprosté krásné, detailní a chytaly za srdce. Dílo mě dojalo, protože mi připomnělo v mnoha příbězích mého zesnulého dědečka. Překvapilo mě, jak hluboké myšlenky v sobě jednotlivé příběhy nesou, aniž by obsahovaly jediné slovo. Knihu bych doporučila všem čtenářům. Vede k zamyšlení, uvědomění si a zavzpomínání.“